# Uje Brandelius
Uje Brandelius (24 luglio 1971) è un attore, cantante e giornalista svedese, vincitore del Premio Guldbagge per il miglior attore e per la migliore sceneggiatura nel 2020.

## Biografia
Cresce nella città di Gävle, provenendo da una famiglia di artisti e notabili. Nel 1991 diventa il cantante della band svedese Doktor Kosmos. Nel 2016 gli viene diagnosticata la malattia di Parkinson, da cui trarrà spunto per la scrittura poi sceneggiata della sua autobiografia.

## Filmografia
- Spring Uje spring, regia di Henrik Schyffert (2020)

## Premi e riconoscimenti
- Guldbagge - 2020 
  - Miglior attore - Spring Uje spring
  - Migliore sceneggiatura - Spring Uje spring